# Merev test
A klasszikus mechanikában a merev test a véges nagyságú szilárd test idealizált modellje, amelynél az alakváltozás olyan kis mértékű, hogy a számításokban elhanyagolják. Más szóval a merev test bármely két pontjának távolsága időben állandó, függetlenül a rá ható erőhatásoktól. Modellezése történhet folytonos (például egy merev korong), vagy diszkrét tömegeloszlással is (ilyen például egy elhanyagolható tömegű rúd két végén levő tömegpont).
A merev test idealizációja szigorúan csak a klasszikus mechanika szerint használható. A kvantummechanika a Heisenberg-féle határozatlansági elv miatt kizárja a tömegpont létét, így a merev testét is. A speciális relativitáselmélet azon feltevése pedig, hogy minden kölcsönhatás terjedésének sebessége véges, szintén ellentmond a merev test létének, hiszen egy merev test mozgásakor pontjai egyidejűleg mozognának, így a merev testen belül a hatás pillanatszerűen terjedne.
Einstein gondolatkísérlete rávilágít, hogy egy képzeletbeli, gyorsan forgó, nagy átmérőjű tárcsa kerületi pontja, amelynek sebessége a fénysebességgel összemérhető, hosszkontrakciót szenvedne, tehát a merev test modellje így sem állná meg a helyét.

## A merev test kinematikája
A merev testnek hat szabadságfoka van: derékszögű koordináta-rendszerben az x, y és z tengely irányába történő elmozdulás (transzláció) és az x, y és z tengely körüli elfordulás (rotáció).
A mozgást (elmozdulást és elfordulást) végző merev test tetszőleges pontjára írható:
{\displaystyle \mathbf {r} (t,\mathbf {r} _{0})=\mathbf {r} _{c}(t)+A(t)\mathbf {r} _{0}}
{\displaystyle \mathbf {v} (t,\mathbf {r} _{0})=\mathbf {v} _{c}(t)+{\boldsymbol {\omega }}(t)\times (\mathbf {r} (t,\mathbf {r} _{0})-\mathbf {r} _{c}(t))=\mathbf {v} _{c}(t)+{\boldsymbol {\omega }}(t)\times A(t)\mathbf {r} _{0}}
{\displaystyle {\dot {A}}(t)\mathbf {r} _{0}={\boldsymbol {\omega }}(t)\times A(t)\mathbf {r} _{0}}
ahol
- {\displaystyle \mathbf {r} (t)} a pont helyvektora a {\displaystyle t\,} időpontban,
- {\displaystyle \mathbf {r} _{c}(t)} a test referenciapontjának helyzete {\displaystyle t\,} időpontban
- {\displaystyle A(t)\,} a merev test orientációs mátrixa, amely egy ortogonális mátrix egységnyi determinánssal.
- {\displaystyle {\dot {A}}(t)\,} az {\displaystyle A(t),\,} idő szerinti deriváltja. (Mátrix deriváltja minden elemének deriváltjával egyenlő.)
- {\displaystyle \mathbf {r} _{0}} a pont helyvektora a test referencia orientációjához képest, például {\displaystyle \mathbf {r} _{0}=\mathbf {r} (0)\,} (a referencia orientáció a kezdeti helyzet)
- {\displaystyle {\boldsymbol {\omega }}} a szögsebesség
- {\displaystyle \mathbf {v} } a pont sebessége
- {\displaystyle \mathbf {v} _{c}} a transzlációs (haladási) sebesség

## A merev test dinamikája
A test mozgásának leírásához választott {\displaystyle \mathbf {r} _{0}} helyvektorú referencia pont bármely pont lehet, mely mereven rögzített a testhez. Alkalmazástól függően az alkalmas választás a következő lehet:
- A rendszer tömegközéppontja, ennek tulajdonságai:
  - A lendület (impulzus): a merev test össztömege szorozva a tömegközéppont sebességével. A merev testre ható külső erők összege az össztömeg szorozva a tömegközéppont gyorsulásával (vagyis Newton második törvénye teljesül a tömegközéppontra). A lendület független a forgó mozgástól.
  - A perdület a tömegközéppontra vonatkozólag ugyanaz, mint haladó mozgás nélkül: minden időpillanatban egyenlő a tehetetlenségi tenzor és a szögsebesség szorzata. Ha a szögsebességet a tehetetlenségi főtengelyek koordináta-rendszerében írjuk fel, akkor a perdület minden egyes komponense a megfelelő tehetetlenségi nyomaték (fő tehetetlenségi nyomaték) és a hozzá tartozó szögsebesség-komponens szorzata, a nyomaték pedig a tehetetlenségi tenzor és a szöggyorsulás szorzata.
  - A merev test külső erőktől mentes lehetséges mozgása az egyenesvonalú egyenletes mozgás, egyenletes forgómozgás egy rögzített tengely körül és a nyomatékmentes precesszió.
  - A rendszer teljes kinetikus energiája a haladási mozgási energia és a forgási energia összege.
- Olyan pont, amely nem mozdul el, vagy egyszerűen leírható a mozgása (például egy tengely, csukló, gömbcsukló stb.). Mechanizmusok elemzésekor ezt szokták általában használni.

## A forgatás leírása mátrixszal
Ha a {\displaystyle {\boldsymbol {\omega }}(t)\times A(t)\mathbf {r} _{0}} vektoriális szorzatot mátrixszorzatnak tekintjük, akkor ferdén szimmetrikus mátrixot kapunk. Ennek a mátrixnak a főátlóján csupa nulla áll, míg a többi benne levő szám abszolútértékben megegyezik a szögsebesség koordinátáinak abszolútértékével:
{\displaystyle {\boldsymbol {\omega }}(t)\times A(t)\mathbf {r} _{0}={\begin{pmatrix}0&-\omega _{z}(t)&\omega _{y}(t)\\\omega _{z}(t)&0&-\omega _{x}(t)\\-\omega _{y}(t)&\omega _{x}(t)&0\\\end{pmatrix}}A(t)\mathbf {r} _{0}.}
Két dimenzióban a mátrix egy olyan szöggel való elforgatást reprezentálja, ami megegyezik a szögsebesség nagyságának idő szerinti integráljával.
A járművek és az emberek rendszerint abba az irányba fordulnak, amerre továbbhaladnak, azaz a forgás megegyezik a sebesség irányának megváltoztatásával. Ezért, ha egy test egy zárt pályán halad végig a síkon, akkor szögsebességének az idő szerinti integrálja 2π többszöröse lesz, feltéve, ha az integrál két végpontja között a periódusidő egész számú többszöröse telik el. Ez az egész szám a sebességvektor origóra vonatkoztatott körülfordulási száma.
Az orientáció egységkvaterniókkal írható le. A mozgás közbeni orientációt egy kvaternió értékű függvény írja le az idő függvényében. Habár ez a reprezentáció nem egyértelmű, rendszerint úgy választják, hogy folytonos legyen.
Két merev testet különbözőnek tekintünk, ha nem vihetők át egymásba forgatással. Egy merev test királis, ha különbözik a tükörképétől, vagyis szimmetriacsoportja csak forgatásokat tartalmaz. Különben a test akirális. Egy akirális testnek lehet szimmetriasíkja, de nem biztos, hogy van: lehet egy olyan sík, amire tükrözve a testet annak egy elforgatott másolatát kapjuk. 
Ez az utóbbi teljesül például a gömb S2n szimmetriacsoportjára, ahol is az n = 1 eset a pontra tükrözés.
Egy merev, téglalap alakú, átlátszó lapra a középpontos szimmetria megfelel annak, hogy az egyik oldalán egy nem középpontosan szimmetrikus kép található, és a másik oldalán ugyanez a kép, fejjel lefelé.